# Andreas Røpke
Andreas Mygind Røpke (født 10. maj 1984) var fra 1.1.2010 medlem af regionsrådet i Region Hovedstaden, valgt for Socialistisk Folkeparti. Han blev ikke genvalgt ved valget i 2013.

## Biografi
Røpke blev student fra Øregård Gymnasium i 2003 og har siden 2004 studeret økonomi ved Københavns Universitet. Han blev medlem af SF i 2002. Han var formand for partiets trafikpolitiske udvalg 2004-2008, formand for SF i Region Hovedstaden 2008-09 og er medlem af hovedbestyrelsen og partiets økonomiudvalg siden 2008. Han var også kandidat ved regionsvalget 2005 og til Frederiksberg kommunalbestyrelse i 2009.

## Konstituering efter regionsvalget 2009
Han blev valgt som SF's spidskandidat til Region Hovedstaden ved en urafstemning i 2008 foran den daværende gruppeformand Allan Schneidermann. Han blev derefter valgt ind i regionsrådet ved valget den 17. november 2009. SF indgik en konstitueringsaftale med Venstre, de Konservative og Dansk Folkeparti. Ifølge aftalen skulle Røpke være regionsrådsformand, og der skulle etableres en "koncernledelse" bestående af de fire partier. Aftalen førte til kritik, og SF trak sig fra aftalen efter intern diskussion. Partiet endte med at indgå en aftale med Socialdemokratiet og de Radikale om at støtte den siddende regionsformand, Vibeke Storm Rasmussen. Røpke forlod derefter SF's partigruppe i regionsrådet. Kort tid efter meldte han sig ud af SF og betegnede sig selv om "uafhængig socialdemokrat" i en periode.
Ifølge hans facebook side har han december 2011 ansøgt SF om at blive medlem igen. Dette blev afvist af SF's landsledelse [kilde mangler]

## Klagesag om domæne
Ifølge en artikel i Politiken den 20. november 2009 havde Røpke og Ørestadsselskabet i 2007 haft en uoverensstemmelse om domænenavnet metroselskabet.dk. Røpke havde registreret domænet til brug for en forening, "Metroselskabet", der skulle agitere for letbaner i stedet for en udbygning af metroen. Klagenævnet for Domænenavne afgjorde at Røpke skulle overdrage domænenavnet til Ørestadsselskabet. I pressen har det været antydet at Røpke ville afpresse Metroen, hvilket han selv afviser. Ifølge ham selv var formålet at udføre en "politisk happening for at sætte noget på dagsordenen". Røpke er ikke blevet dømt, da Klagenævnet for Domænenavne er et uafhængigt organ, ikke en domstol.